# Felix Gilbert
Felix Gilbert (21 mai 1905 – 14 février 1991) est un historien américain d'origine allemande, spécialiste de l'Europe moderne.

## Biographie
Félix Gilbert est né à Baden-Baden, en Allemagne, dans une famille juive de la classe moyenne et fait partie du clan Mendelssohn Bartholdy. Dans la seconde moitié des années 1920, il étudie auprès de Friedrich Meinecke à l'Université de Berlin. Il travaille sur la Renaissance, en particulier l'histoire diplomatique de la période Il est membre de l'Institute for Advanced Study de Princeton de 1962 à 1975 et reste actif en tant que professeur émérite jusqu'à sa mort en 1991. Il est élu à l'Académie américaine des arts et des sciences en 1963 et à l'American Philosophical Society en 1969,.
La principale salle de lecture de l'Institut historique allemand de Washington, DC, porte son nom.

## Publications
- Johann Gustav Droysen et die preussisch-deutsche Frage, diss. , Berlin 1931.
- Makers of Modern Strategy: Military Thought from Machiavel to Hitler, (co-édité avec Edward M. Earle et Gordon A. Craig ) Princeton, NJ 1943 ; New York 1966, 1971.
- « Bernardo Rucellai and the Orti Oricellari: A Study on the Origin of Modern Political Thought ». Dans : Journal des instituts Warburg et Courtauld, volume 12, 1949, p. 101-131.
- The Diplomats, 1919-1939, (co-édité avec Gordon A. Craig), Princeton, NJ 1954 ; New-York 1963.
- To the Farewell Address: Ideas of Early American Foreign Policy, Princeton, NJ 1961. (lauréat du prix Bancroft 1962).
- Machiavelli and Guicciardini: Politics and History in Sixteenth-Century Florence, Princeton, NJ 1965.
- History: Choice and Commitment, Cambridge, Massachusetts 1977.
- The Pope, His Banker, and Venice, Cambridge, Massachusetts 1981.
- A European Past: Memoirs 1905-1945, 1988.
- History: Politics or Culture? Reflections on Ranke and Burckhardt, 1990.